# Arshad Sami Khan
Arshad Sami Khan (enero 1942 - 22 de junio de 2009) fue un Piloto de combate de la Fuerza Aérea de Pakistán y más tarde Embajador y Comisario General de Pakistán. También fue el padre del cantante y compositor  Adnan Sami. 

## Vida personal
Arshad Sami Khan nació en enero de 1942, de origen pastún. Arshad estaba casado con Naureen Sami Khan. Su hijo, Adnan, es un cantante y compositor con sede en Bombay. El nombre de su hijo menor es Junaid Sami Khan.

## Carrera en la Fuerza Aérea de Pakistán
Fue un veterano de guerra nacional y fue galardonado con el Sitara-i-Jurat, la más alta medalla militar de Pakistán de honor por su valentía - por sus acciones en combates aéreos durante la guerra indo-pakistaní de 1965.  Su nombre es honrado en las siguientes palabras en el Museo de la Fuerza Aérea de Pakistán en Karachi:
"El teniente de vuelo Arshad Sami Khan voló las misiones máximas de combate durante la guerra con la India. Su entusiasmo y espíritu agresivo fueron del más alto nivel y fue responsable de encender el espíritu de competencia entre los otros pilotos de manera eficaz. Lideró las formaciones en el campo de batalla con determinación ejemplar y trajo excelentes resultados. Ha sido acreditado con una aeronave, 15 tanques y 22 vehículos destruidos y 8 tanques y 19 vehículos dañados y 2 cañones de grueso calibre destruidas. Él nunca parecía cansado o preocupado ante las fuertes desigualdades, pero se mantuvo en infligir el máximo daño al enemigo como su único objetivo. Por su destacada dedicación al deber y la valentía, el Teniente de Vuelo Arshad Sami Khan fue galardonado con Sitara-i-Juraat. "
Khan también tuvo la distinción de servir a tres presidentes de Pakistán como  ayudante de campo (ADC); los presidentes fueron: Ayub Khan, Yahya Khan y Zulfiqar Ali Bhutto. Él escribió el libro "Tres presidentes y un ayudante" sobre su experiencia como un ayudante de campo titulado , que fue lanzado en marzo de 2008.

## Embajador
Arshad Sami Khan fue nombrado primer embajador de Pakistán ante Estonia en agosto de 1993, sirviendo como embajador en otros tres países escandinavos simultáneamente; Suecia, Dinamarca y Noruega. Se desempeñó como embajador de Pakistán en otros diez países.
Él era el jefe de protocolo de los Presidentes Ghulam Ishaq Khan,Wasim Sajjady, Farooq Leghari  y también se desempeñó como jefe de protocolo de los primeros ministros Benazir Bhutto, Ghulam Mustafa Jatoi y Nawaz Sharif. Khan se convirtió en el primer comisario general de Pakistán (designado por Benazir Bhutto) y luego en secretario federal al Gobierno de Pakistán. [8] Con motivo del Día de la Independencia el 14 de agosto de 2012, el Presidente de Pakistán póstumamente confirió a Khan a la concesión civil más alta de Sitara-i-Imtiaz para honrar sus servicios a Pakistán. 

## Premios
- Sitara-e-Jurat
- Sitara-i-Imtiaz (póstuma, 2012)
- Trofeo de mejor piloto de combate
- Medalla Militar de Honor del Rey Husein I de Jordania
- Medalla Militar de Honor del Shah de Irán
- Medalla Militar de Honor de Turquía
- Medalla Especial de Servicios a la Humanidad de la Naciones Unidas